# Brătulești (okręg Gałacz)
Brătulești – wieś w Rumunii, w okręgu Gałacz, w gminie Corod. W 2011 roku liczyła 635 mieszkańców.